# Katarzyna Lancaster
Katarzyna Lancaster, znana również jako Katarzyna Plantagenet lub królowa Catalina z Kastylii i Leónu, ang. Katherine of Lancaster LG (ur. 1372/1373, zm. 2 czerwca 1418 w Valladolid) – córka Jana z Gandawy, 1. księcia Lancaster, i jego drugiej żony – Konstancji Kastylijskiej.
W 1388 r. Katarzyna poślubiła w Burgos Henryka III Chorowitego, króla Kastylii. Ponieważ jej matka była córką Piotra I Okrutnego, małżeństwo to pomogło zachować spójność dynastii Trastámara. Katarzyna zmarła w Valladolid i jej osierocony trzynastoletni syn-król przeszedł pod kuratelę doradców (m.in. Álvaro de Luna).

## Katarzyna i Henryk mieli 3 dzieci
- Maria Kastylijska (1 września 1401 – 4 października 1458), poślubiła Alfonsa V Wspaniałego, króla Aragonii i Neapolu
- Katarzyna Kastylijska (1403 – 1439), poślubiła Henryka Aragońskiego, księcia Villeny,
- Jan II (6 marca 1405 – 20 lipca 1454), odziedziczył tron Kastylii po śmierci ojca. Jego matka Katarzyna i wuj Ferdynand byli regentami podczas jego małoletności. Po śmierci Ferdynanda w 1416 Katarzyna była dalej sama regentką.